# Organización Intergubernamental para los Transportes Internacionales por Ferrocarril
La Organización Intergubernamental para los Transportes Internacionales por Ferrocarril, OTIF (por sus siglas en francés, Organisation Intergouvernementale pour les Transports Internationaux Ferroviaires) es un organismo internacional que se dedica al transporte internacional ferroviario. Está formada por más de 50 países y tiene su sede en Berna (Suiza). OTIF tiene tres idiomas oficiales: alemán, francés e inglés.
OTIF desarrolla diversas herramientas para facilitar la circulación de trenes internacionales y trabajando estrechamente con el Comité Internacional de Transporte Ferroviario (CIT), la Comisión Económica de las Naciones Unidas para Europa (UNECE), la Agencia Ferroviaria de la Unión Europea, la Comisión Europea (Dirección General de Movilidad y Transporte) y la Organización para la Cooperación de Ferrocarriles (OSJD).

## Antecedentes
El origen de la regulación del transporte internacional ferroviario tiene su origen en el Convenio de Berna sobre transporte de personas en ferrocarril, en 1890. La OTIF nació el 1 de mayo de 1985 con la entrada en vigor del «Convenio relativo a los transportes internacionales por ferrocarril» (COTIF), firmado en Berna el 9 de mayo de 1980. La «Oficina Central de Transporte Internacional Ferroviario», OCTI, que data de 1890, se considera el antecesor directo.
El COTIF se modificó por un Protocolo firmado en Vilna el 3 de junio de 1999. Antes del «Protocolo de Vilna», el objetivo principal de OTIF era establecer un marco legal común que se pudiera aplicar al transporte de pasajeros y mercancías internacional por ferrocarril. Estos sistemas han existido durante décadas y se conocen como Convenio COTIF-CIM y sus Reglas Uniformes relativas al contrato de transporte internacional por ferrocarril de mercancías.

## Estados miembro
En principio, los miembros de OTIF son estados, pero COTIF 1999 también permite la membresía de organizaciones de integración económica regional, como la Unión Europea, que se adhirió al COTIF con efectos a partir del 1 de julio de 2011.
En la actualidad (mayo de 2019), OTIF tiene 51 Estados miembros:
- Afganistán
- Albania
- Alemania
- Argelia
- Armenia
- Austria
- Azerbaiyán
- Bélgica
- Bosnia y Herzegovina
- Bulgaria
- Croacia
- Dinamarca
- Eslovaquia
- Eslovenia
- España
- Estonia
- Finlandia
- Francia
- Georgia
- Grecia
- Hungría
- Irak
- Irán
- Irlanda
- Italia
- Jordania
- Letonia
- Líbano
- Liechtenstein
- Lituania
- Luxemburgo
- Macedonia del Norte
- Marruecos
- Mónaco
- Montenegro
- Noruega
- Países Bajos
- Pakistán
- Polonia
- Portugal
- Reino Unido
- República Checa
- Rumania
- Rusia
- Serbia
- Suecia
- Suiza
- Siria
- Túnez
- Turquía
- Ucrania

## Actividades
El aporte jurídico fundamental de OTIF es el Convenio sobre el Transporte Internacional por Ferrocarril, COTIF, de mercancías y pasajeros (COTIF 1999 que sustituye a COTIF 1980) al que se adjuntan siete anexos. La Unión Europea ratificó este convenio en 2011.
EL COTIF se aplica en Europa, Norte de África, Oriente medio y Asia; cubre más de 250 000 km de líneas férreas. COTIF permite a la organización extender la interoperabilidad legal, mejorar la interoperabilidad técnica en términos de seguridad y de operación mediante la introducción de prescripciones técnicas uniformes (PTU) y contribuir al desarrollo del transporte intermodal.
Los siete anexos de COTIF que establecen las Regalas Uniformes relativas al contrato de transporte internacional por ferrocarril de mercancías son:
1. Contrato de transporte internacional ferroviarios de viajeros y equipajes, consta de 62 artículos (CIV),
2. Contrato de transporte internacional ferroviario de mercancías, consta de 66 artículos (CIM),
3. Contrato de utilización de vehículos en tráfico internacional ferroviario (CUV),
4. Contrato de utilización de la infraestructura en el tráfico internacional ferroviario (CUI),
5. Validación de las normas técnicas y adopción de las prescripciones técnicas uniformes para el material rodante ferroviario utilizado en el tráfico internacional (APTU),
6. Admisión técnica del material ferroviario utilizado en el tráfico internacional (ATMF).
7. Por último, el Apéndice C es el Reglamento relativo al transporte internacional ferroviario de mercancías peligrosas, RID. Este reglamento se aplica también al transporte nacional dentro de los países de la Unión Europea; es equivalente al acuerdo ADR para transporte por carretera, al código IMDG para transporte marítimo y al acuerdo ADN para transporte por vía navegable.

Del convenio COTIF se derivan las prescripciones técnicas uniformes (PTU), el contrato de transporte ferroviario y la hoja de ruta. Estos contratos son desarrollados y difundidos por el Comité Internacional de Transporte Ferroviario (CIT).